# Germund Svensson (Somme)
Germund Svensson (Somme), död 30 januari 1560 i Kalmar, Småland, var en svensk ämbetsman.

## Biografi
Germund Svensson (Somme) var son till Sven Abramsson (Somme) och Gunnild Bengtsdotter. Han nämns första gången 1526 då han var en av Gustav Vasas svenner, som han även var bland det rusttjänstskyldiga frälset i Småland. Germund Svensson var från 1535 till 1537 slottsfogde i Stockholm och från 1541 till 1560 fogde på Kalmar slott, från 1549 även Öland. Han var 14 januari 1545 lagläsare i Södra Möre härad.
Germund Svensson var från 23 juli 1537 till 1543 häradshövding i Lysings härad, från 19 september 1537 till 1558 häradshövding i Östra härad, från 1545 till 1558 häradshövding i Hulterstads härad, från 1545 till 1559 häradshövding i Algutsrums härad och Möckleby härad, från 1547 till 1553 häradshövding i Sevede härad, från 1550 till 1559 häradshövding i Runstens härad, från 1554 till 1558 i Södra Möre härad och från 1557 till 1558 i Norra Vedbo härad. Han avled 1560 i Kalmar.
Som fogde var han aktivt medverkande i att slå ned Dackeupproret.

### Egendom
Germund Svenssons sätesgård var Göberga i Linderås socken. Han innehade även jord i Bobergs härad, Göstrings härad, Hanekinds härad, Lysings härad, Valkebo härad och Vifolka härad i Östergötland, Aspelands härad, Norra Möre härad, Södra Möre härad och Norra Vedbo härad i Småland och Runstens härad och Åkerbo härad på Öland. Mellan 1534 och 1542 hade han Norra Vedbo härad i förläning och fick behålla delar av egendomen fram till 1544/1545.

### Familj
Germund Svensson gifte sig 1541 med Anna Henningsdotter Scharffenberg (levde 1581), dotter till Henning Scgarfenberg. De fick tillsammans sonen Abraham Germundsson (Somme) till Göberga (död 1587), Henning Germundsson (Somme) (död ung) och Märta Germundsdotter (Somme) (död 1602) som var gift med häradshövdingen, översten och amiralen Bengt Bagge.

## Vapensköld
Germund Svensson hade ett tjurhuvud som vapensköld.

## Se vidare
- Somme (släkt)